# Bijzondere plantkunde
Tot de bijzondere plantkunde is het botanische vakgebied dat zich richt op verschillende groepen van planten, zoals algen (fycologie of algologie), mossen (bryologie), korstmossen (lichenologie), schimmels (mycologie), varens (pteridologie) of bomen (dendrologie).
Onderzoek aan planten (s.l.) vindt onder andere plaats naar de systematiek (inclusief taxonomie, fylogenie, floristiek en verspreidingsgebieden), de plantenmorfologie (inclusief plantenanatomie, histologie, cytologie) en de plantenecologie (indicatorwaarden en milieueisen).

## Vakgebieden
Tot de bijzondere plantkunde worden onder andere gerekend fycologie, bryologie, lichenologie, mycologie, pteridologie en dendrologie.

### Fycologie
Fycologie of algologie is de studie van algen. Onder algen worden gerekend onder andere roodwieren (Rhodophyta), groenwieren (Chlorophyta), bruinwieren (Phaeophyceae), diatomeeën (Bacillariophyta). Oorspronkelijk werden ook de tot fotosynthese in staat zijnde blauwwieren (Cyanobacteria) tot de algen gerekend. De blauwwieren moeten worden echter gerekend tot het domein van bacteriën. Algen komen vooral voor in aquatische en mariene standplaatsen, maar ook op het land op drogere standplaatsen. Algen vormen bij veel ecosystemen een belangrijk onderdeel, omdat zij daar zorgen voor de primaire productie.

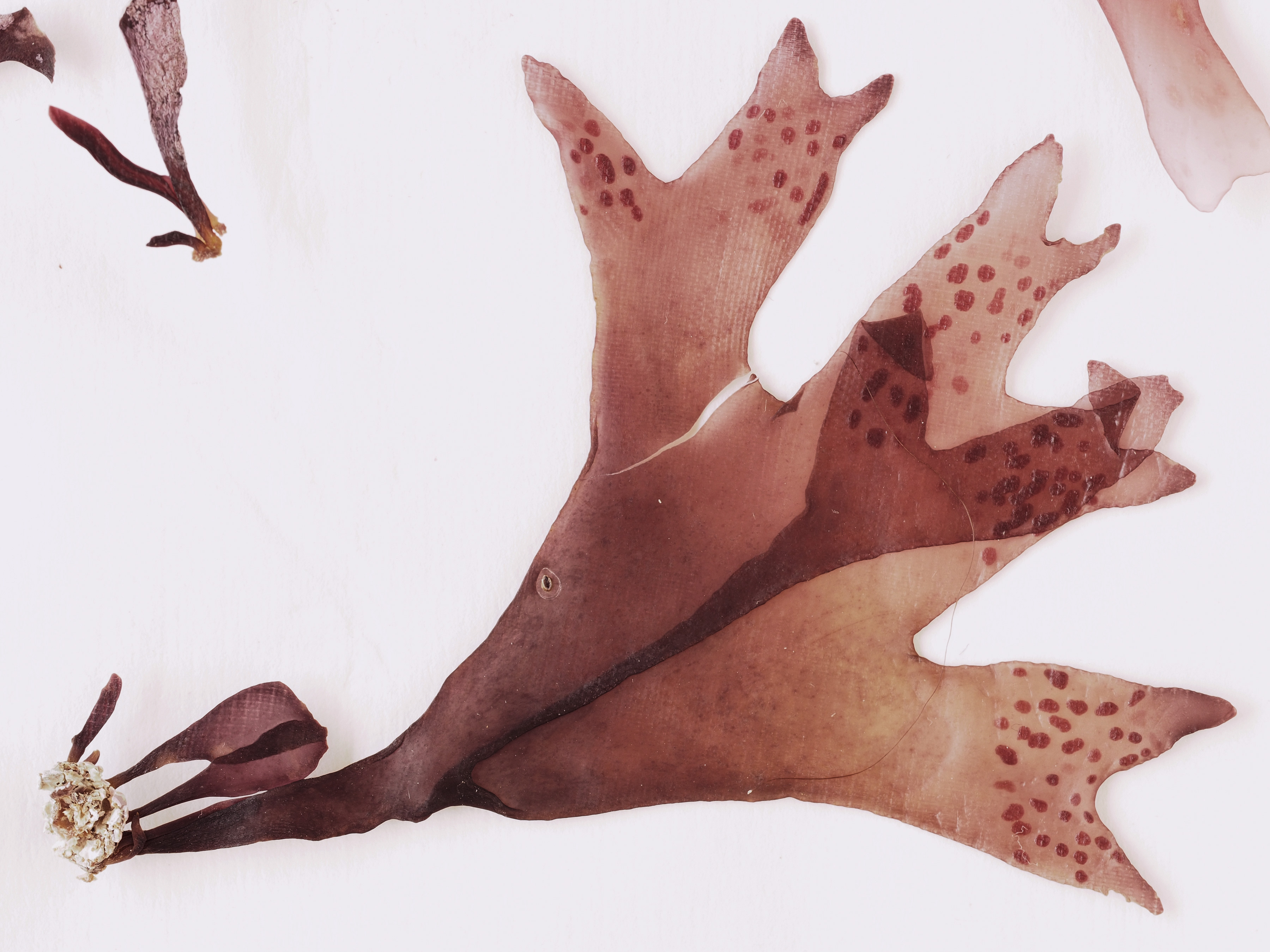
Chondrus crispus, een tot de roodwieren behorend zeewier
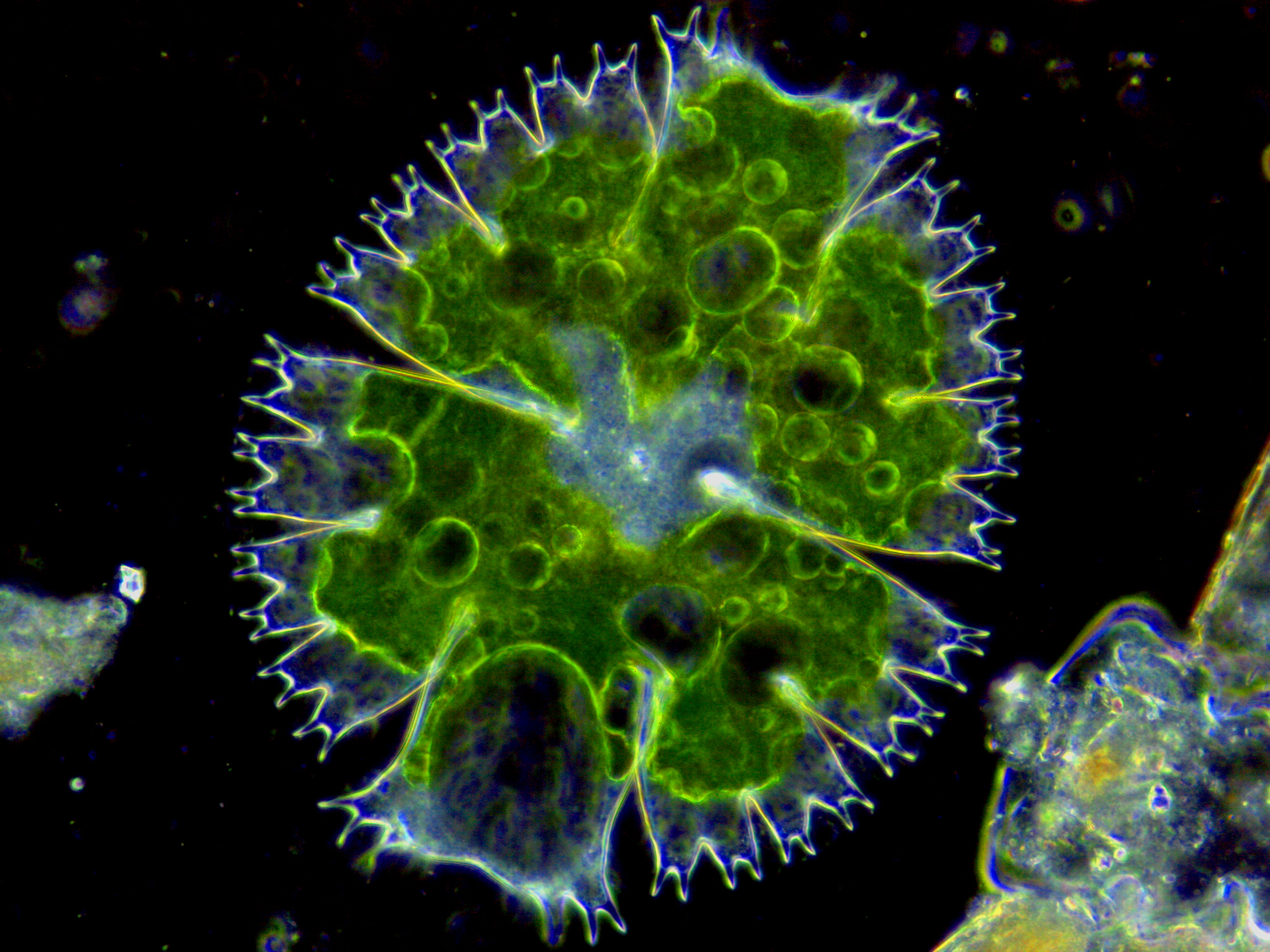
Micrasterias rotata, een eencellig sieralg, behorend groenwier
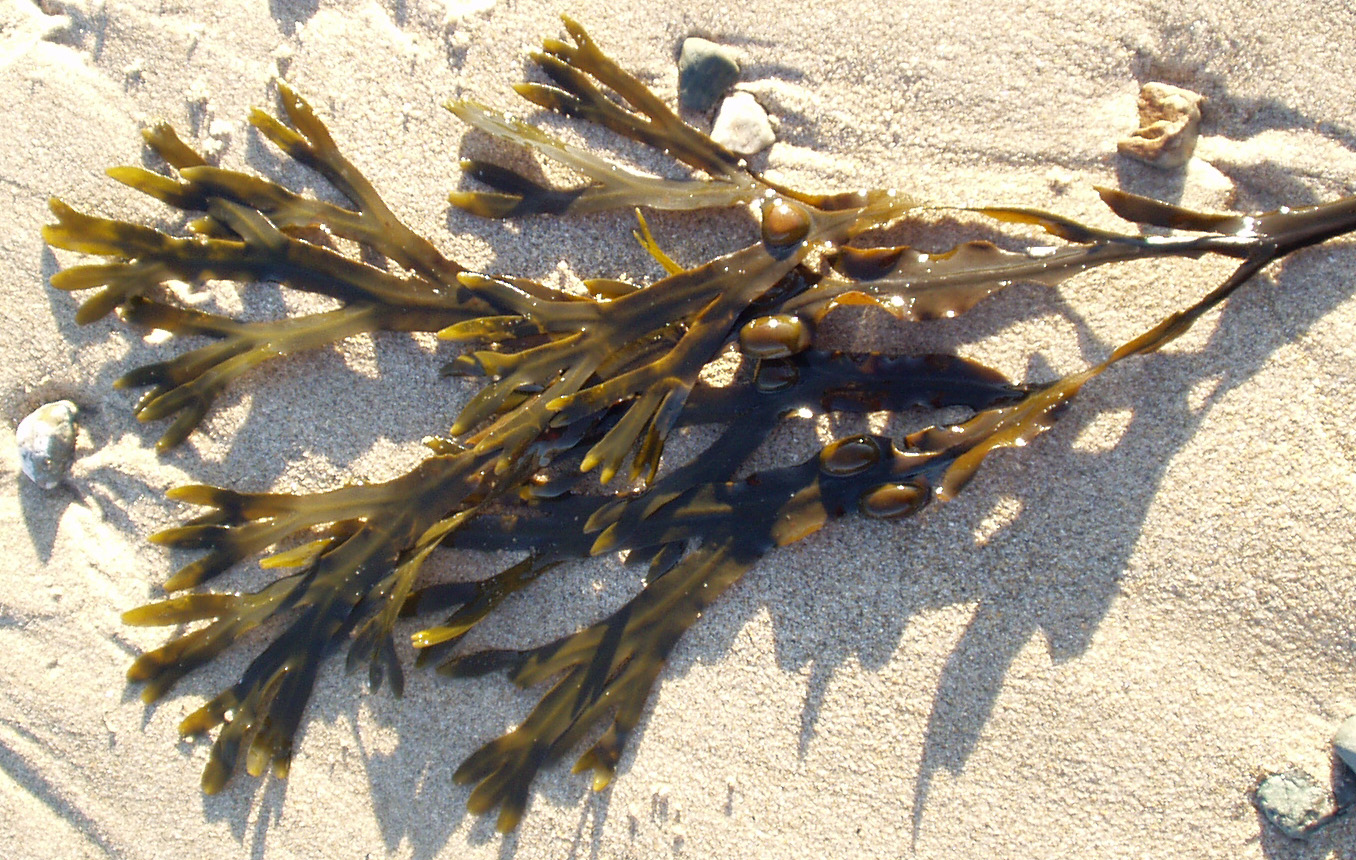
Fucus vesiculosus, behorend tot de bruinwieren
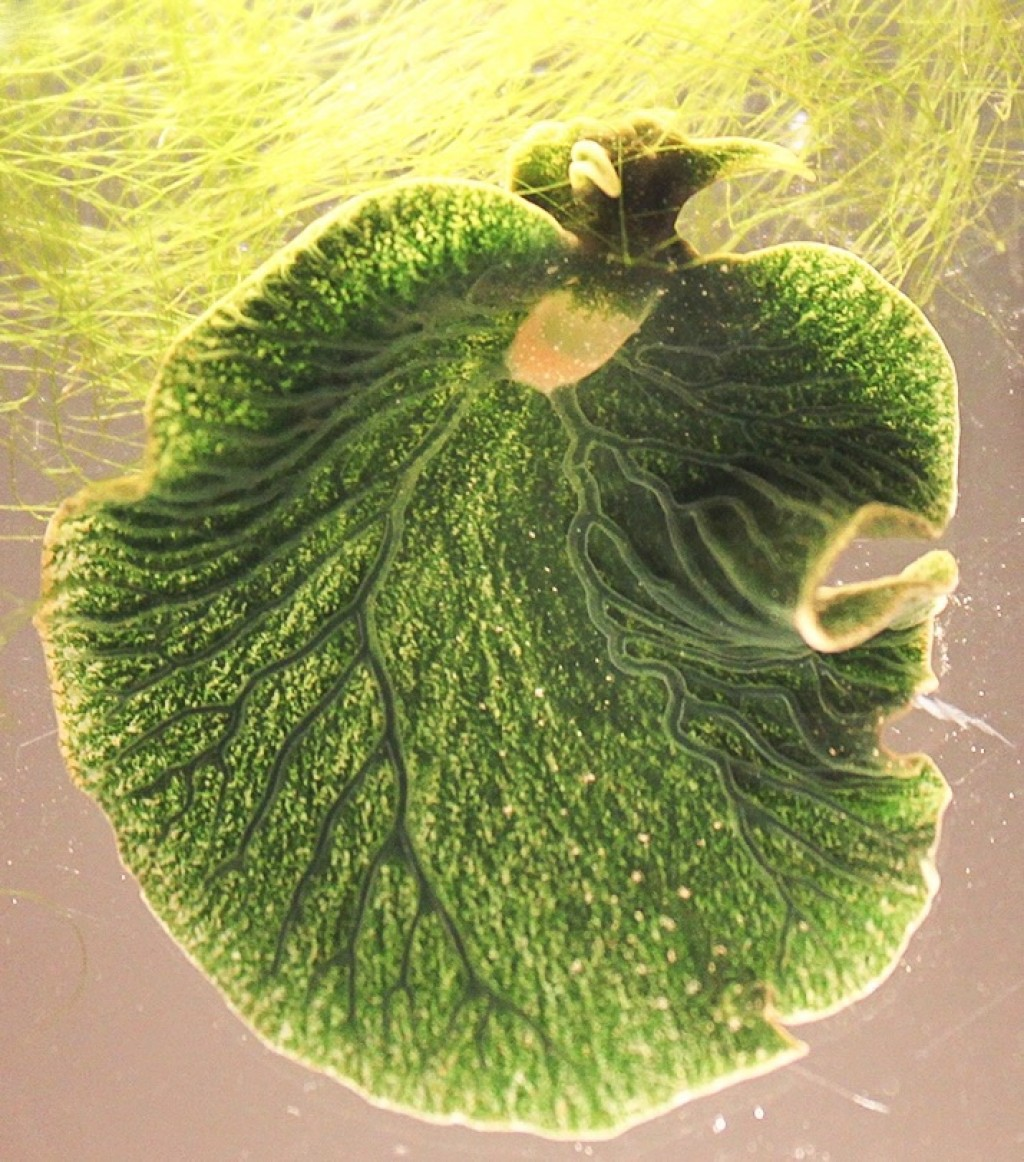
De geelgroene alg Vaucheria litorea als symbiont gegeten door de zeeslak Elysia chlorotica

### Bryologie
Bryologie is de studie van levermossen (Marchantiophyta), (blad-)mossen (Bryophyta) en hauwmossen (Anthocerotophyta). Het onderzoek naar de fylogenie van deze groepen is van belang voor de kennis van die van de Embryophyta.

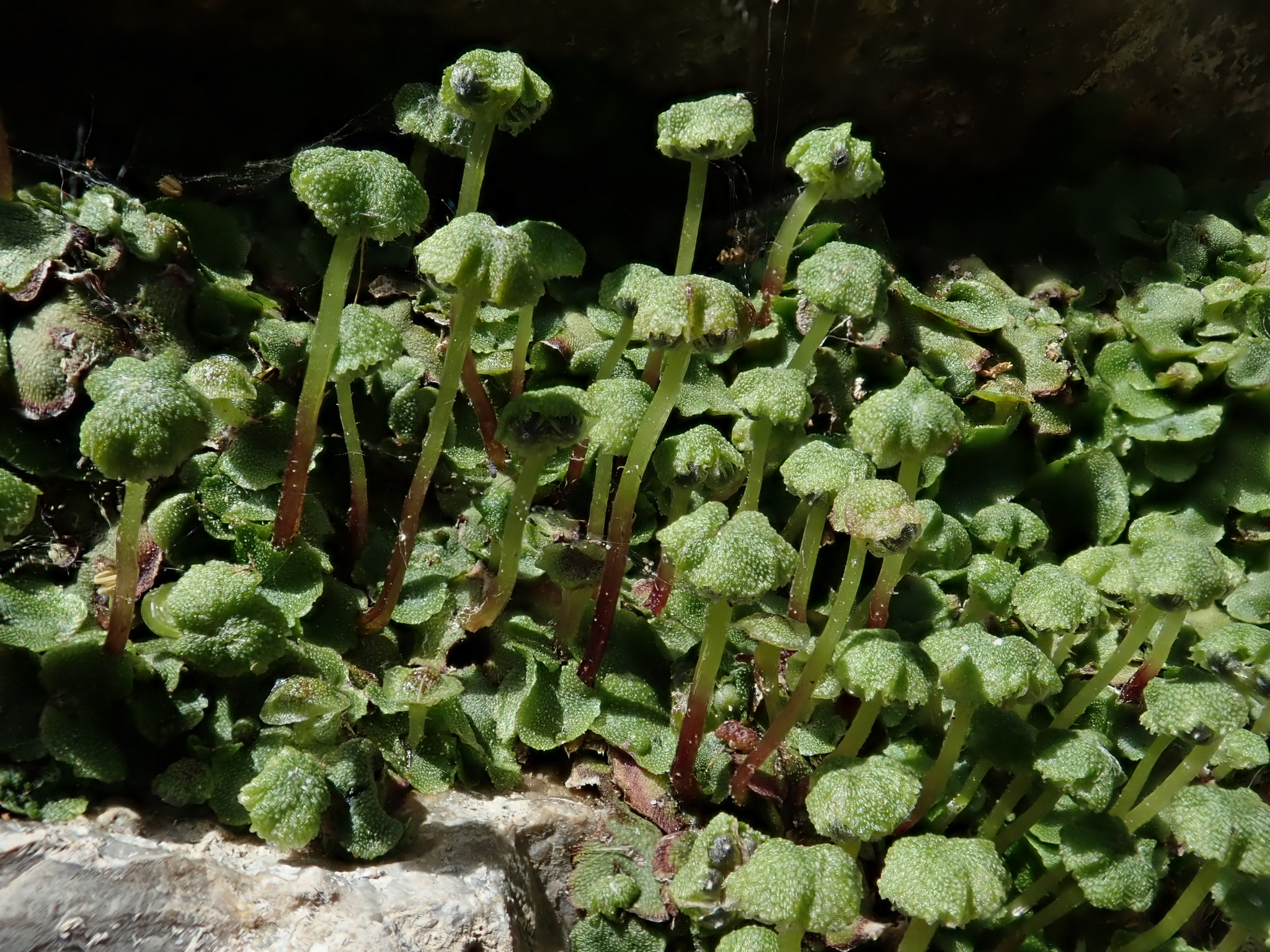
Preissia quadrata, een thalleus levermos
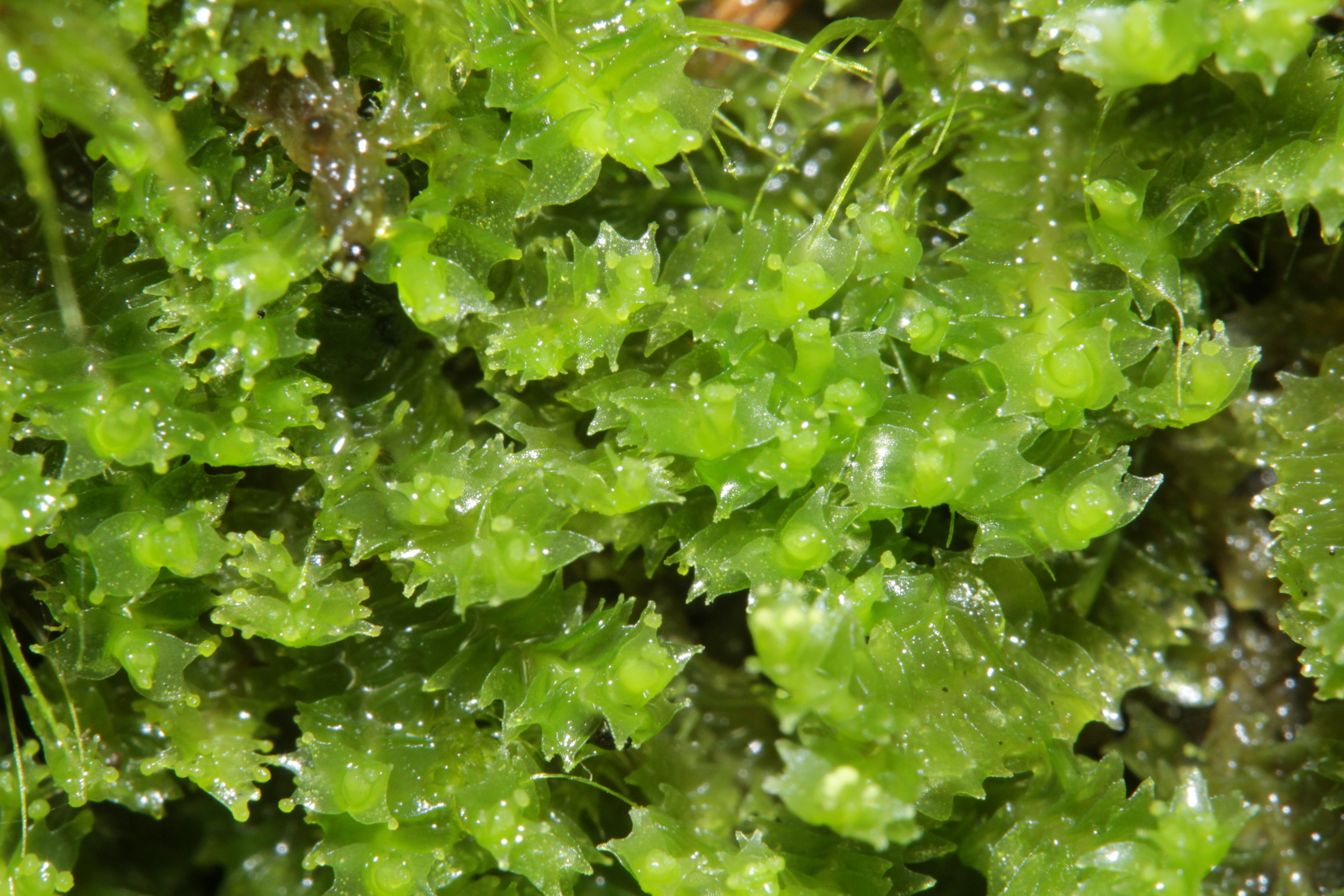
Lophozia ventricosa, een bebladerd levermos

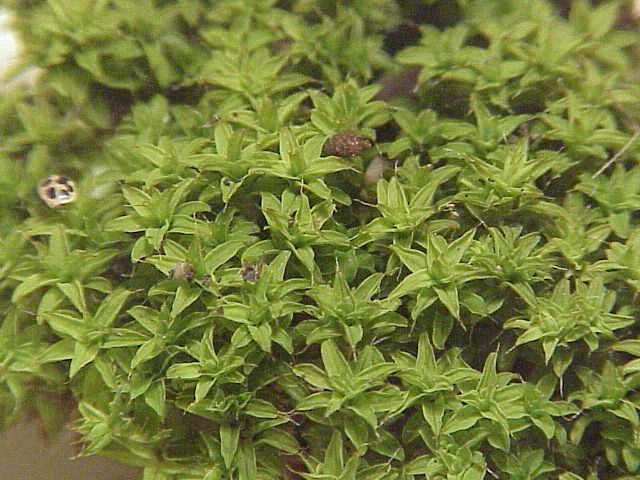
Syntrichia ruralis, duinsterretje, een acrocarp bladmos
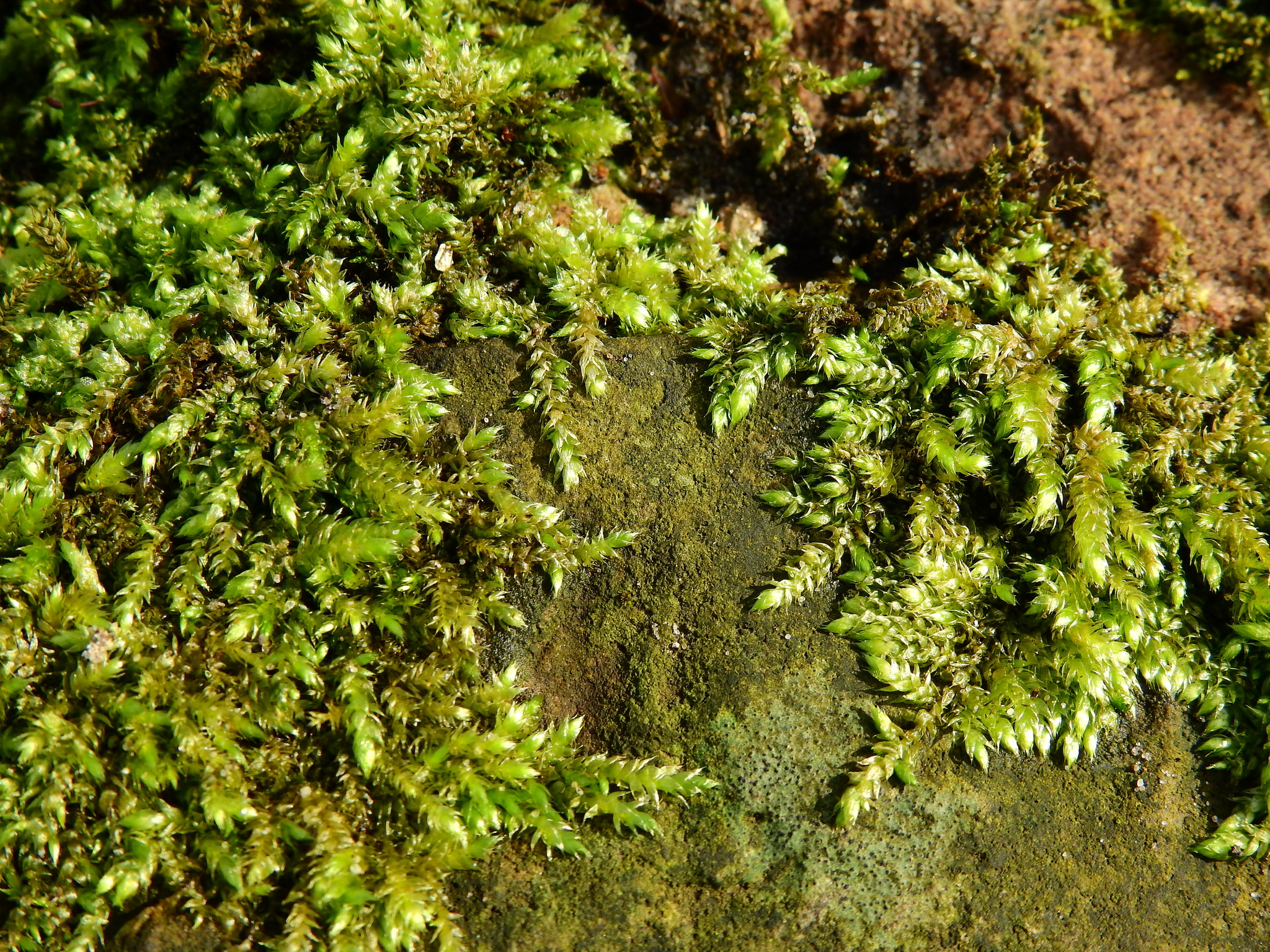
Brachythecium rutabulum, een pleurocarp bladmos
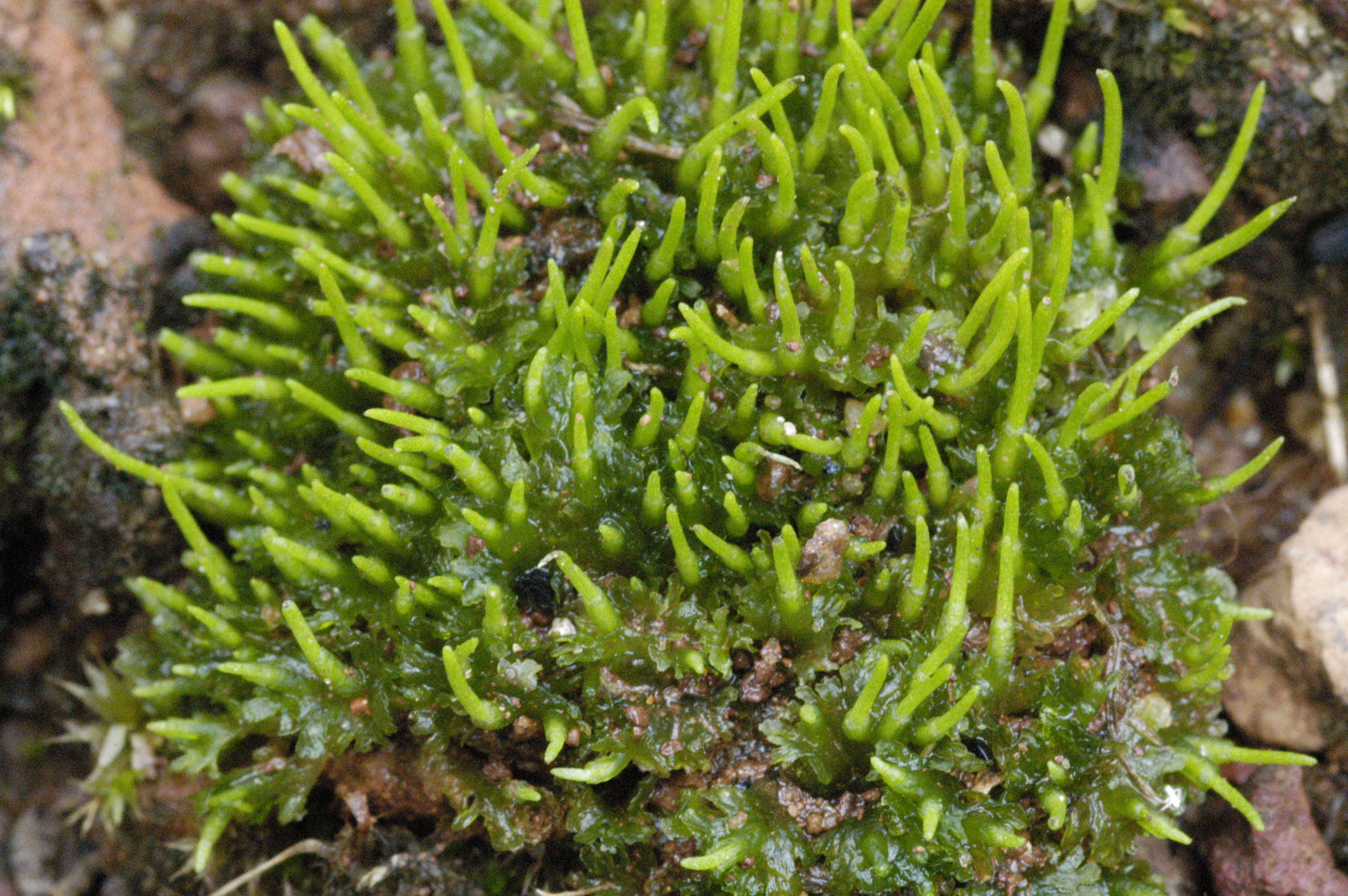
Anthoceros angustus, een hauwmos

### Lichenologie
Lichenologie is de studie van korstmossen en verwante schimmels. Korstmossen zijn schimmels die in symbiose met algen leven. Verschillende secundaire metabolieten komen alleen voor bij korstmossen, en kunnen niet geproduceerd worden buiten deze symbiose. Epifytische korstmossen vorm vaak geschikte indicatorsoorten voor de luchtkwaliteit. Epifytenwoestijnen zijn de gebieden waar onder andere de korstmossen-flora sterk is achteruitgegaan ten gevolge van luchtvervuiling.

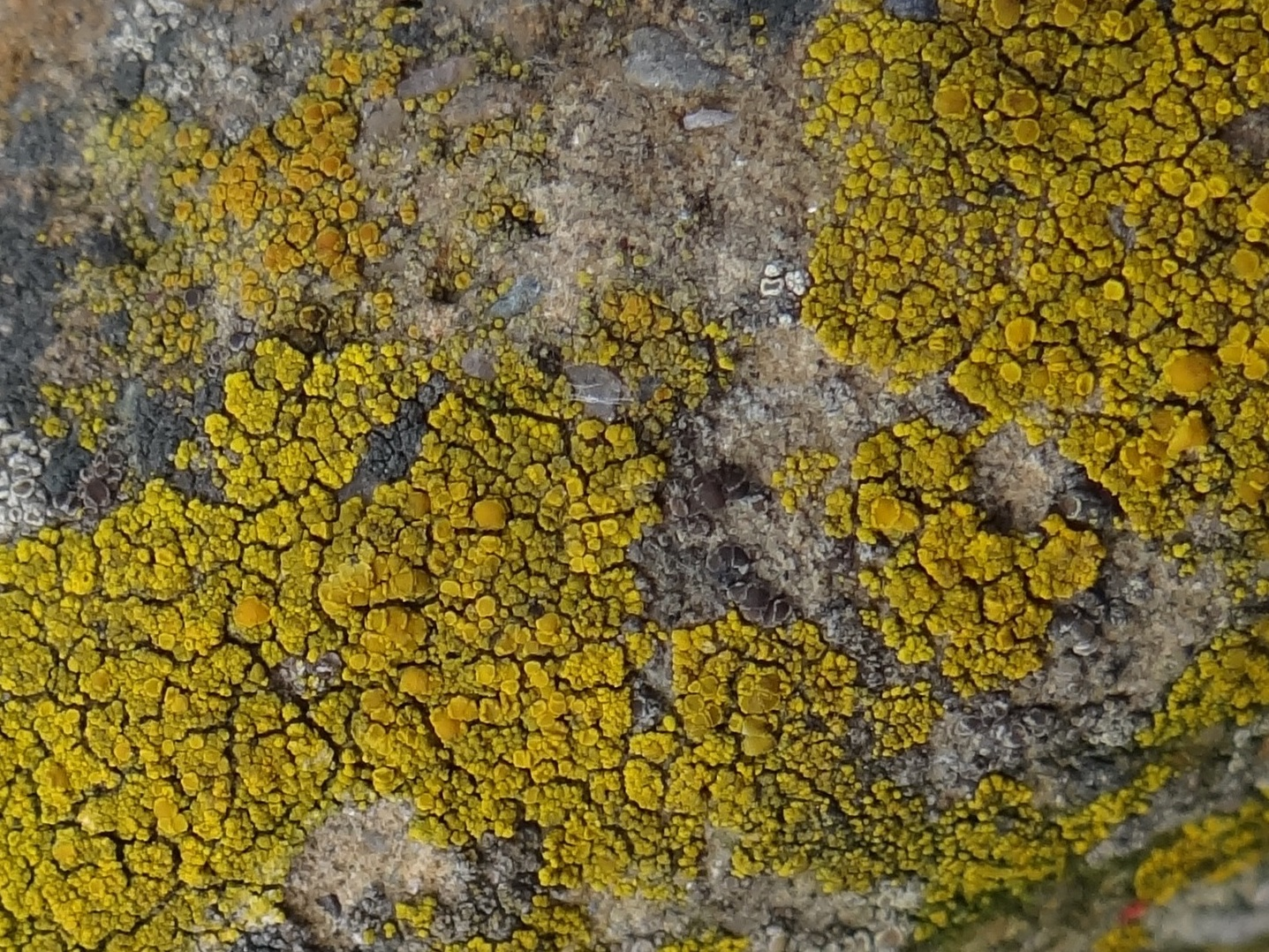
Candelariella vitellina, een korstvormig korstmos
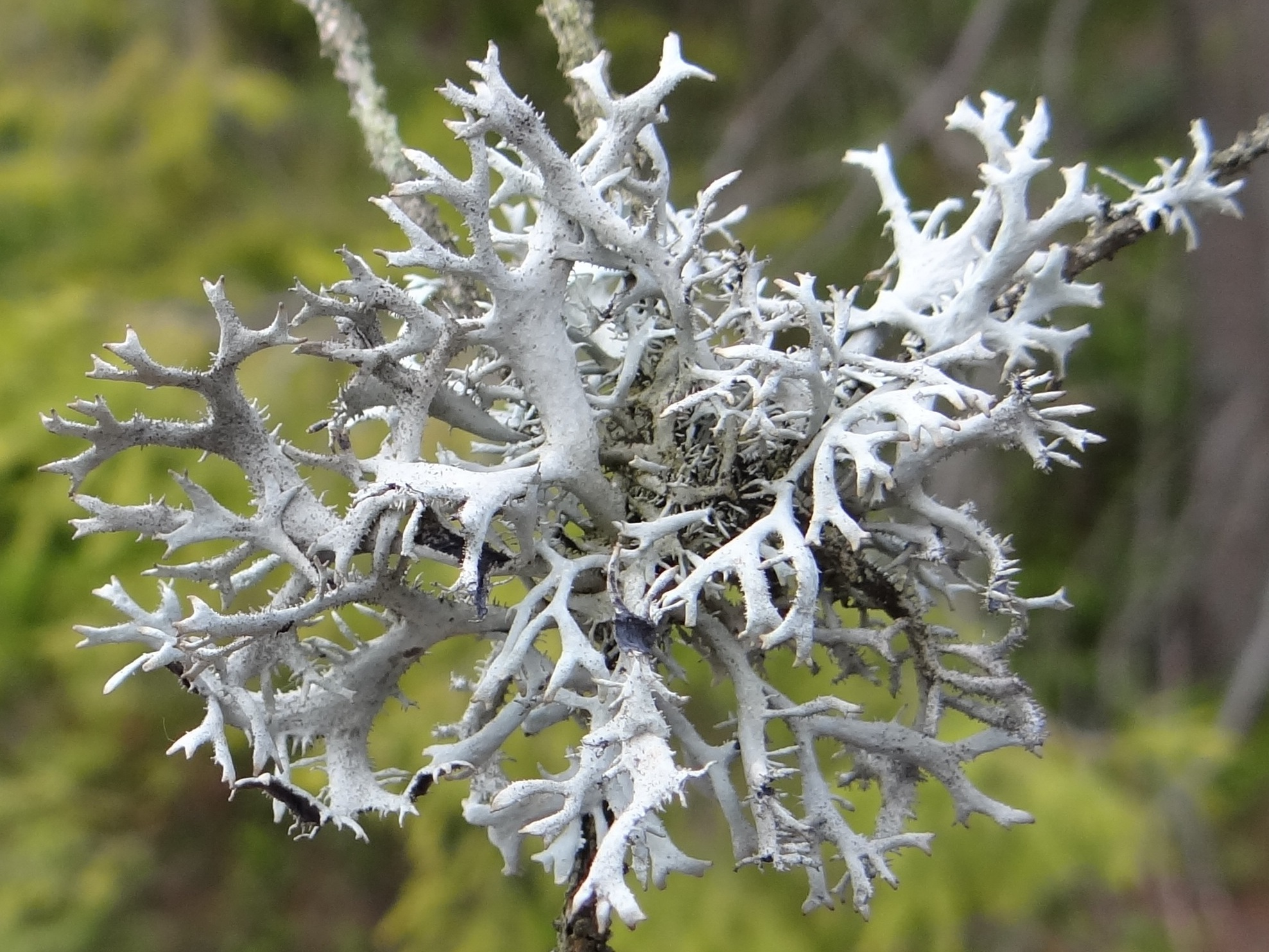
Pseudevernia furfuracea, een bladvormig kostmos
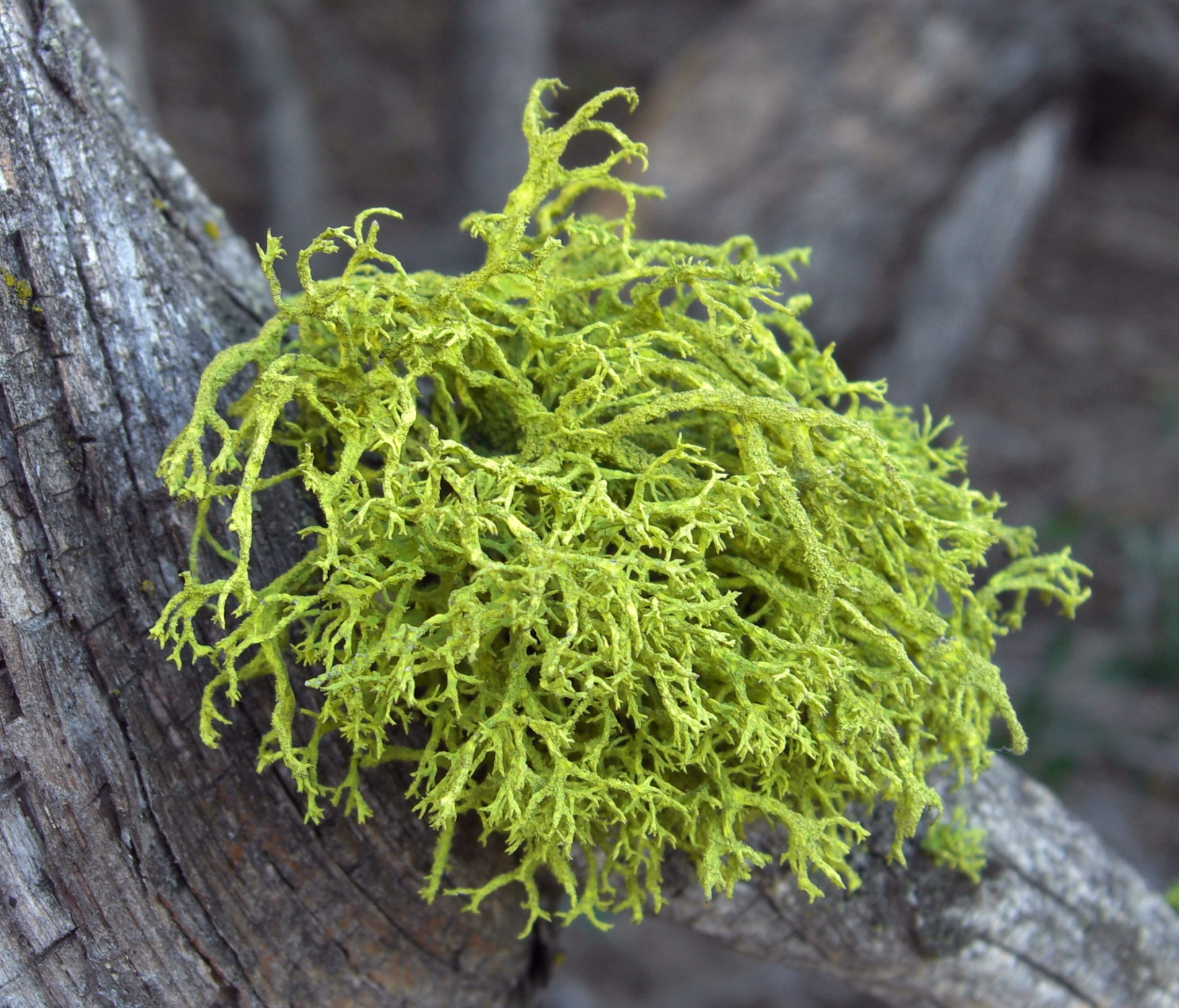
Letharia vulpina, een struikvormig korstmos
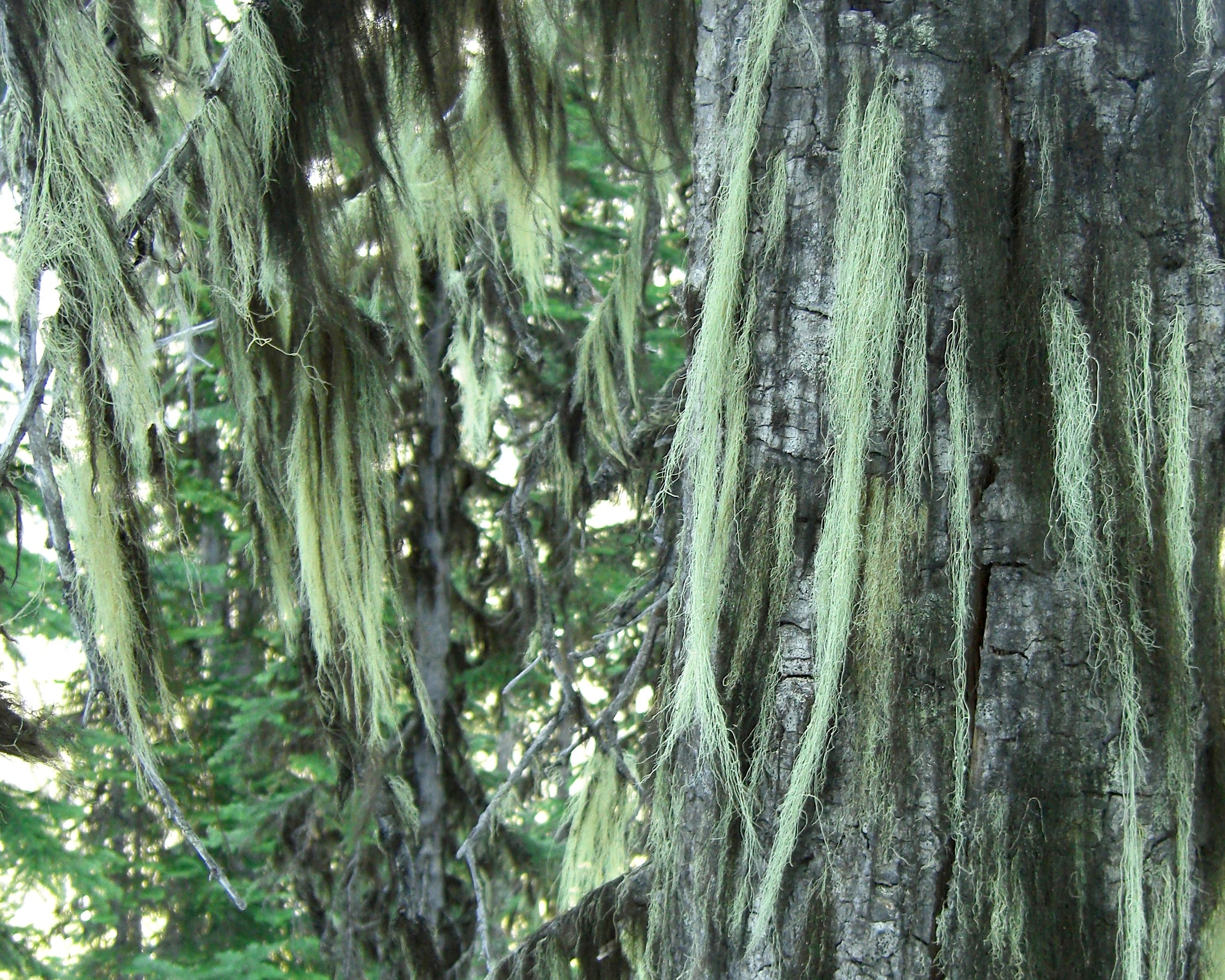
Alectoria sarmentosa, een baardvormig korstmos

### Mycologie
Mycologie is de studie van de schimmels (Fungi). Lichenologie kan ook tot de mycologie worden gerekend.

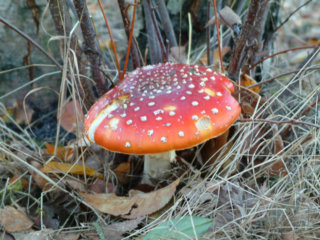
Vliegenzwam (Amanita muscaria)
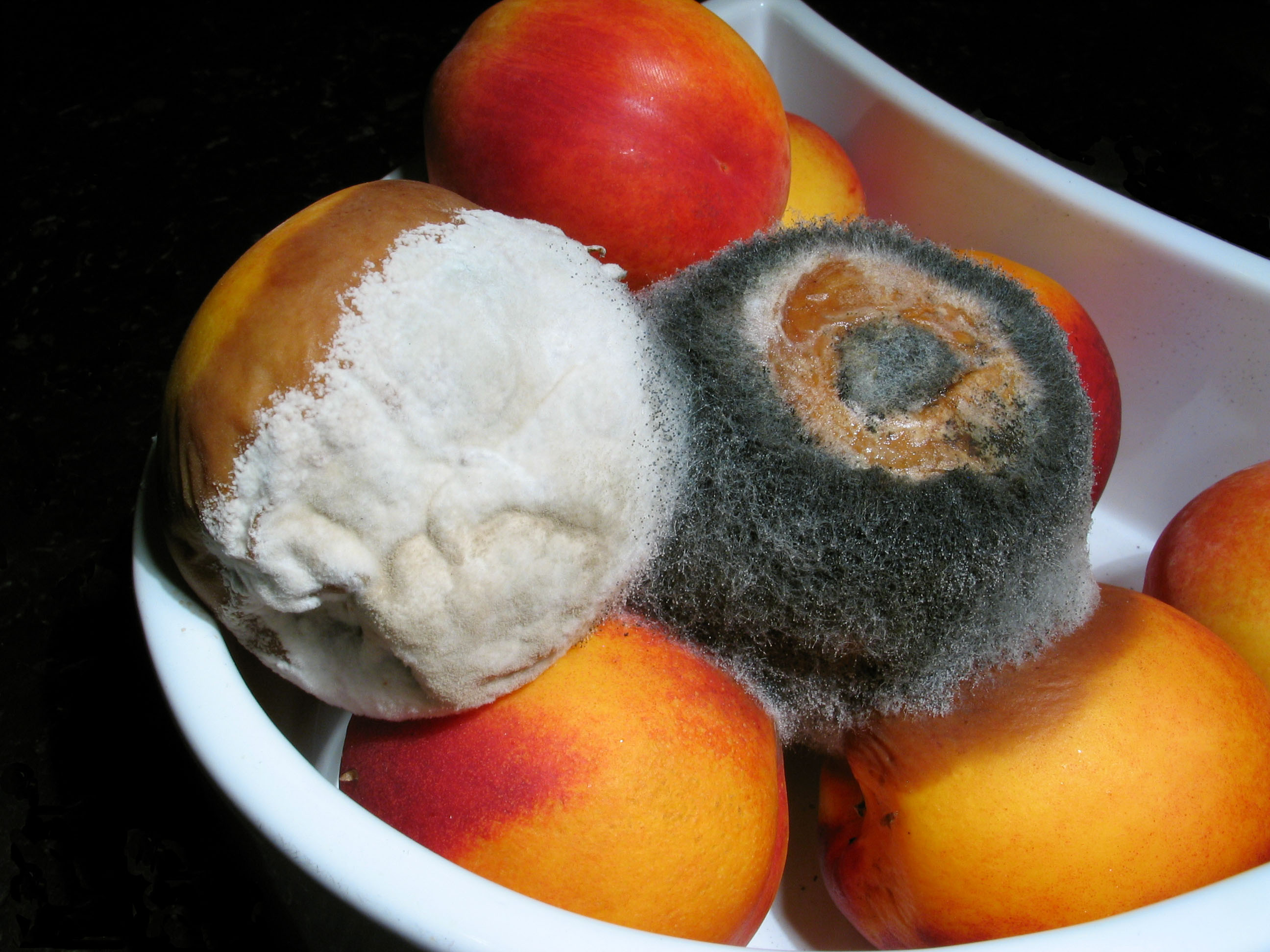
Beschimmelde nectarines.
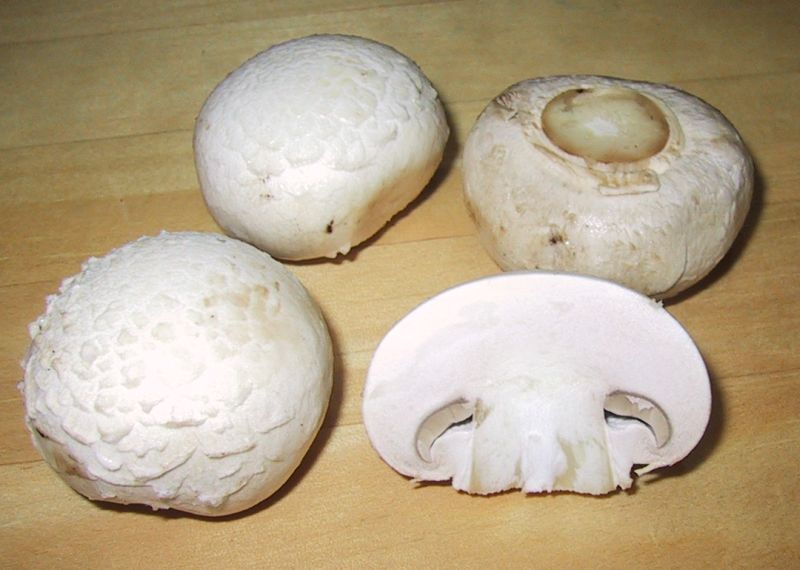
gewone champignons uit de winkel

### Pteridologie
Pteridologie is de studie van Lycopodiopsida (wolfsklauwen en verwanten), Polypodiopsida (leptosporangiate of echte) varens.

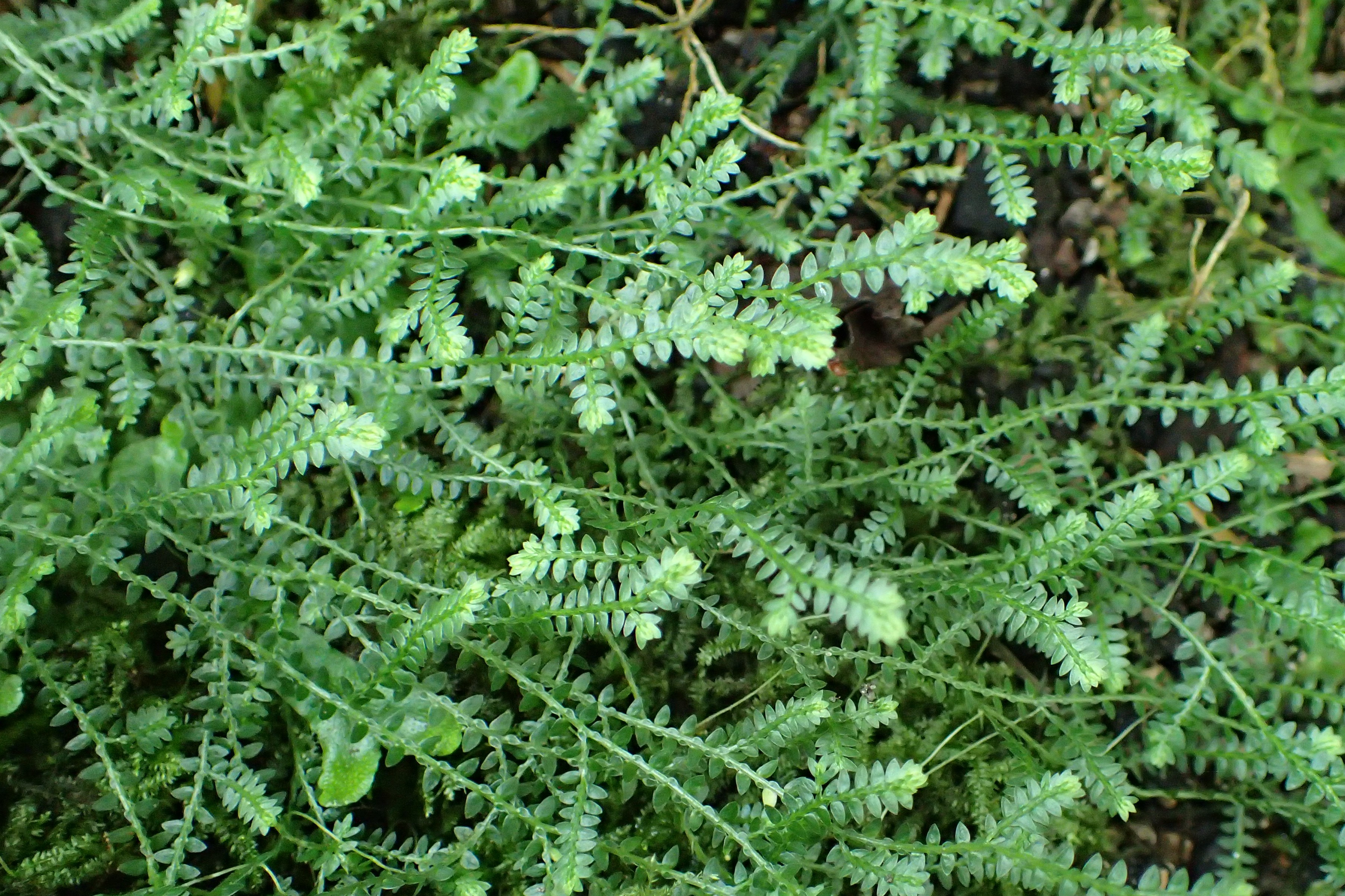
Selaginella apoda, een verwante van de wolfsklauwen
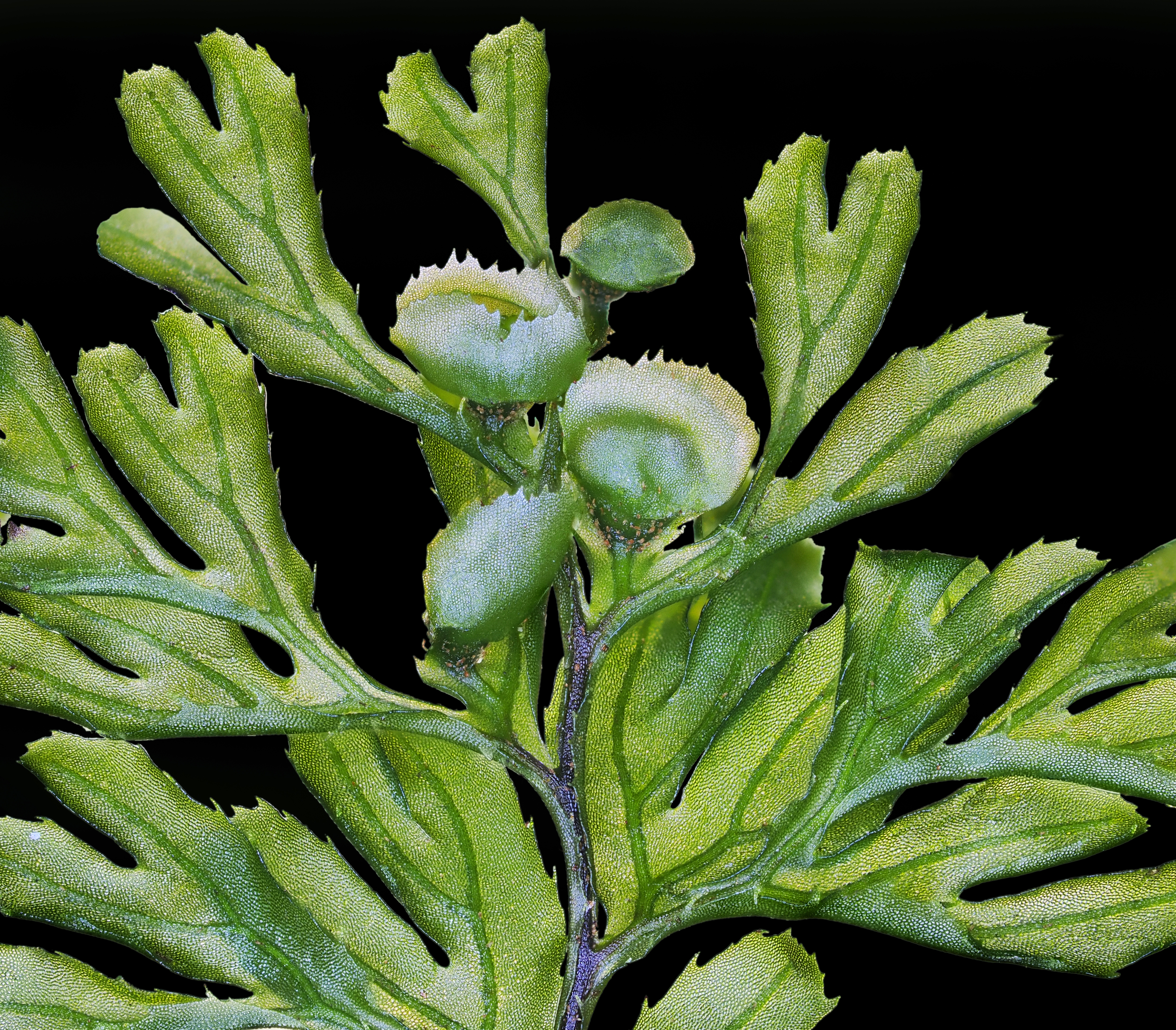
Hymenophyllum cupressiforme, een vliesvaren
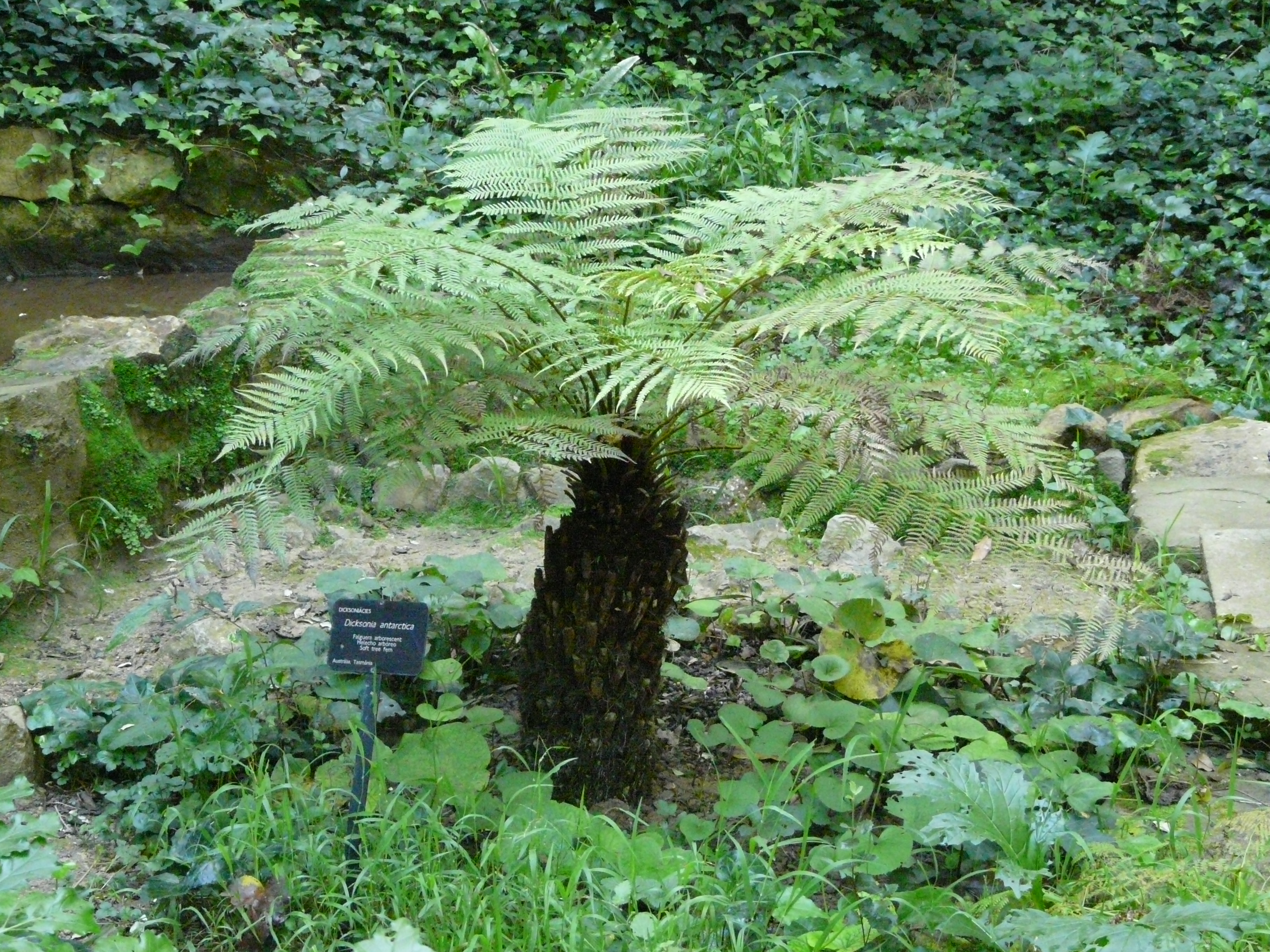
Dicksonia antarctica, een boomvaren
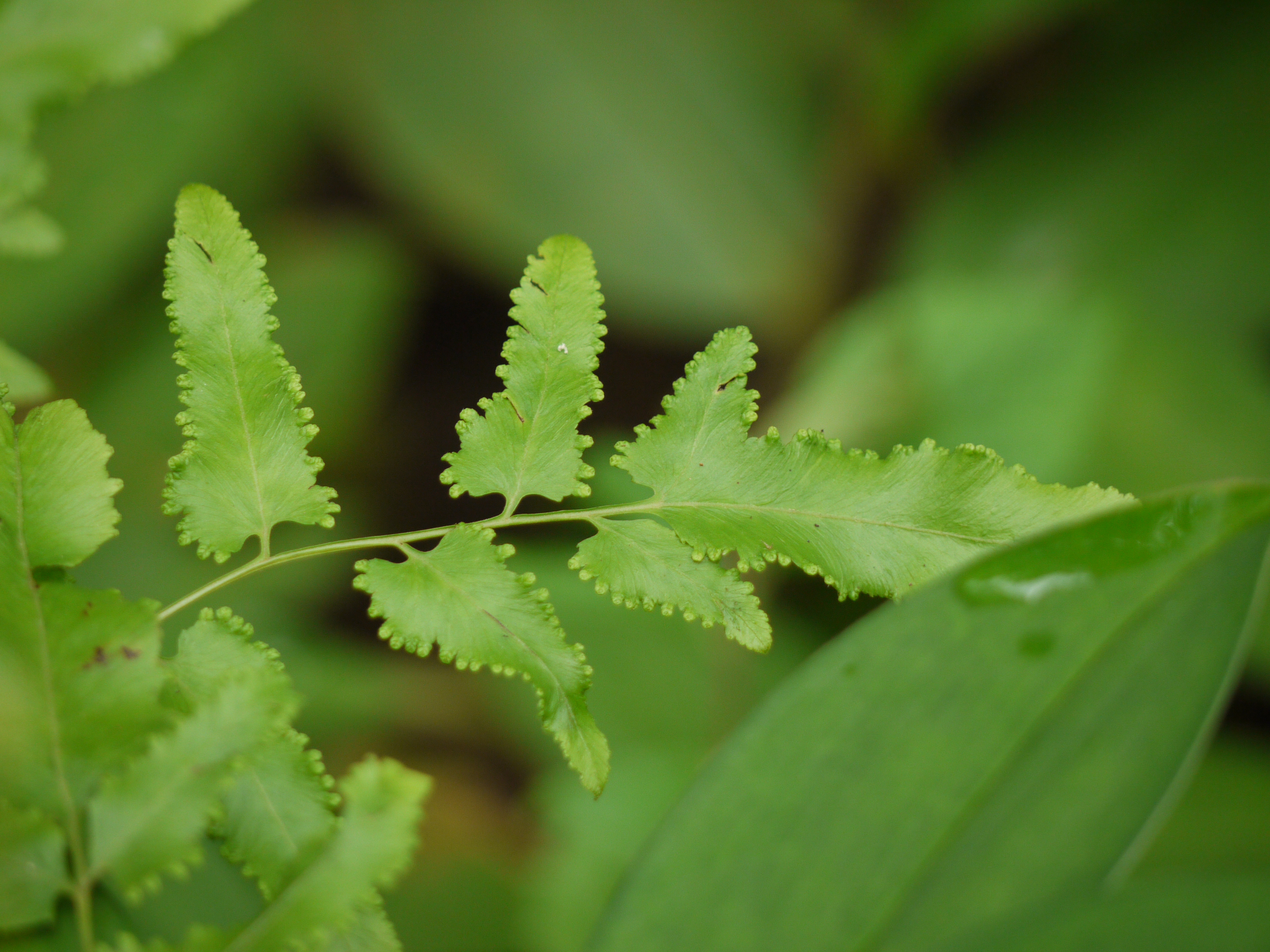
Lygodium flexuosum, een liaanvaren

### Dendrologie
Dendrologie is de studie van bomen, struiken, en in het algemeen van houtige planten. Deze kennis is van belang bij toepassingen in het bosbeheer.

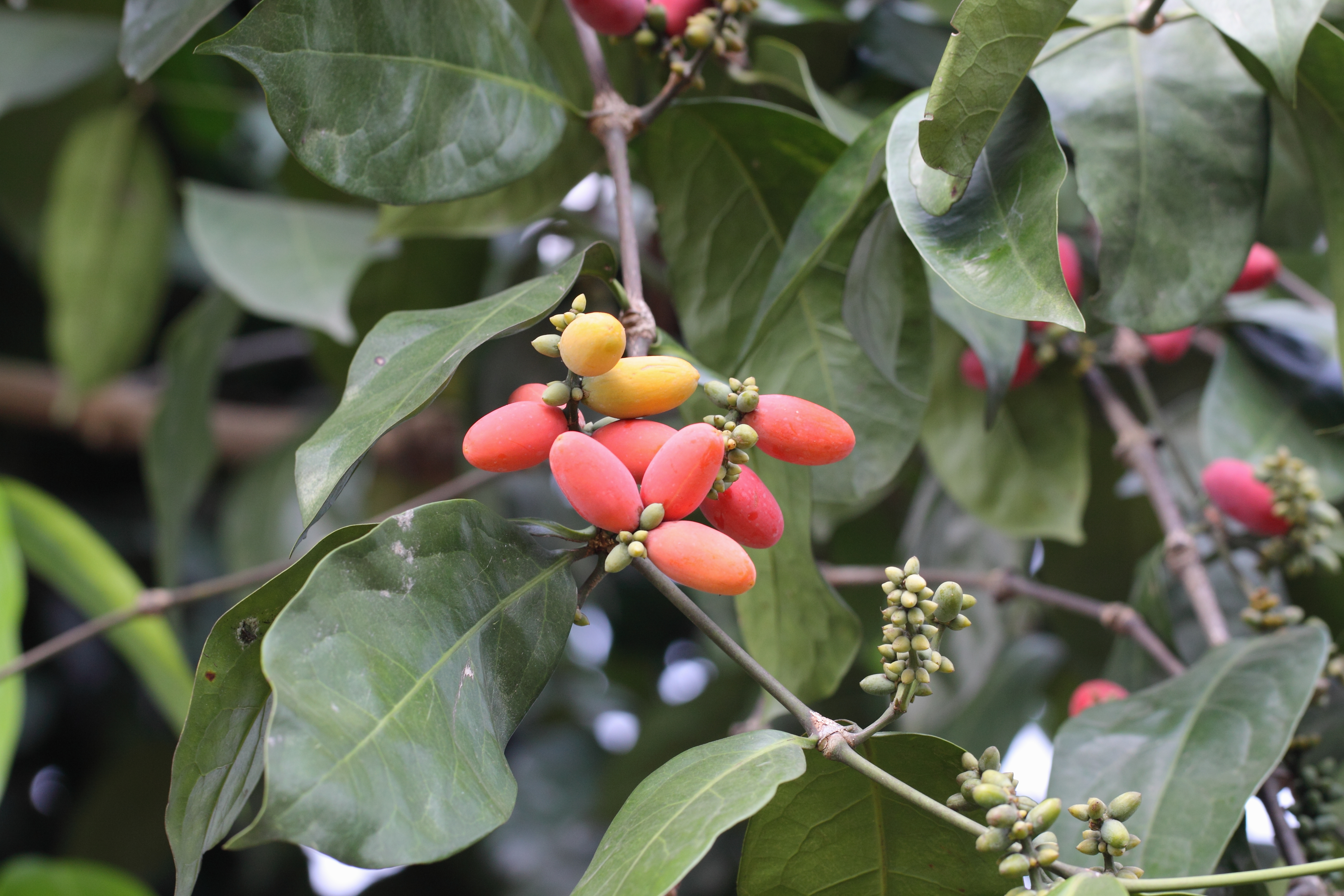
Melindjoe (Gnetum gnemon) met vruchten
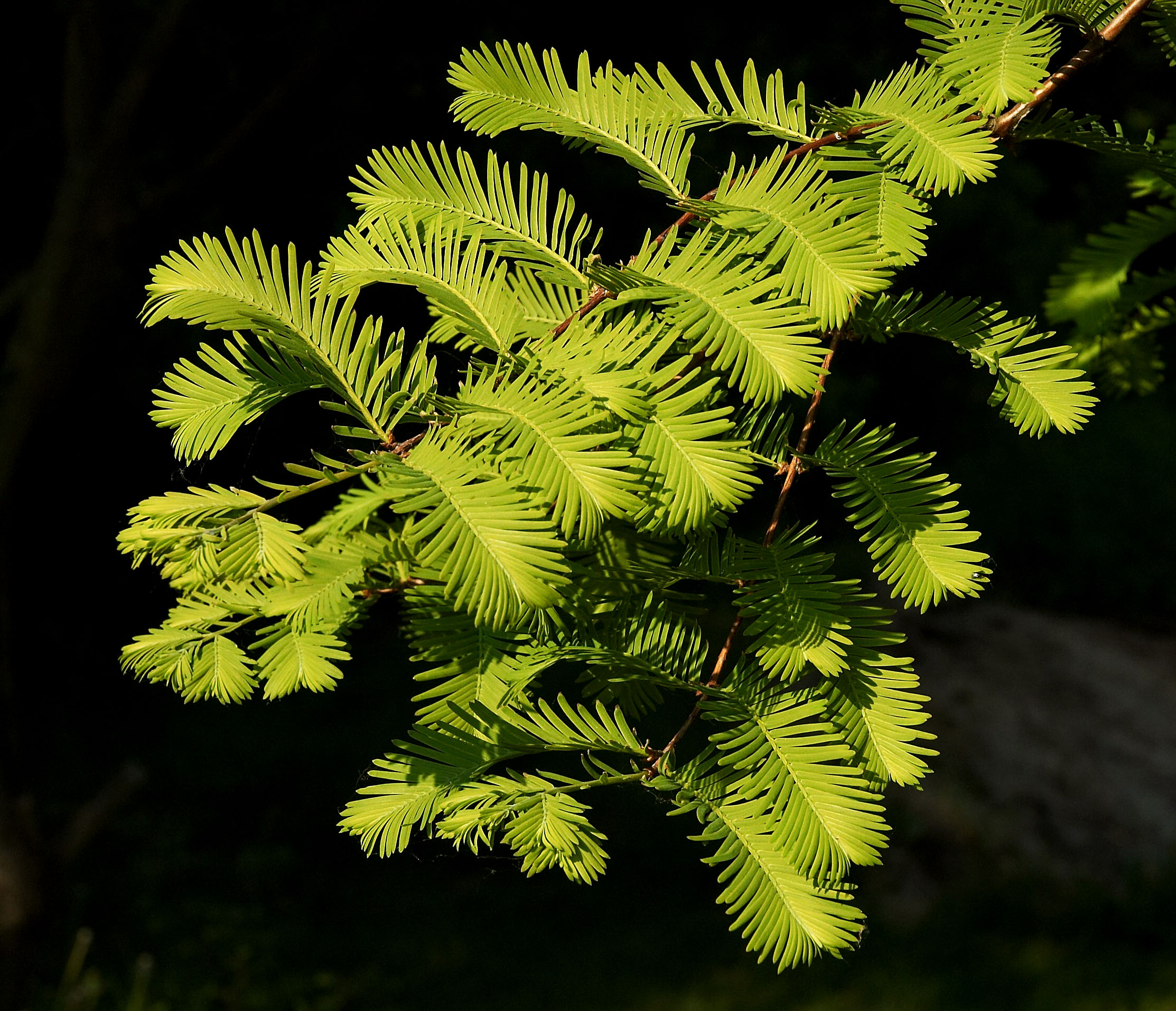
Watercipres (Metasequoia glyptostroboides)
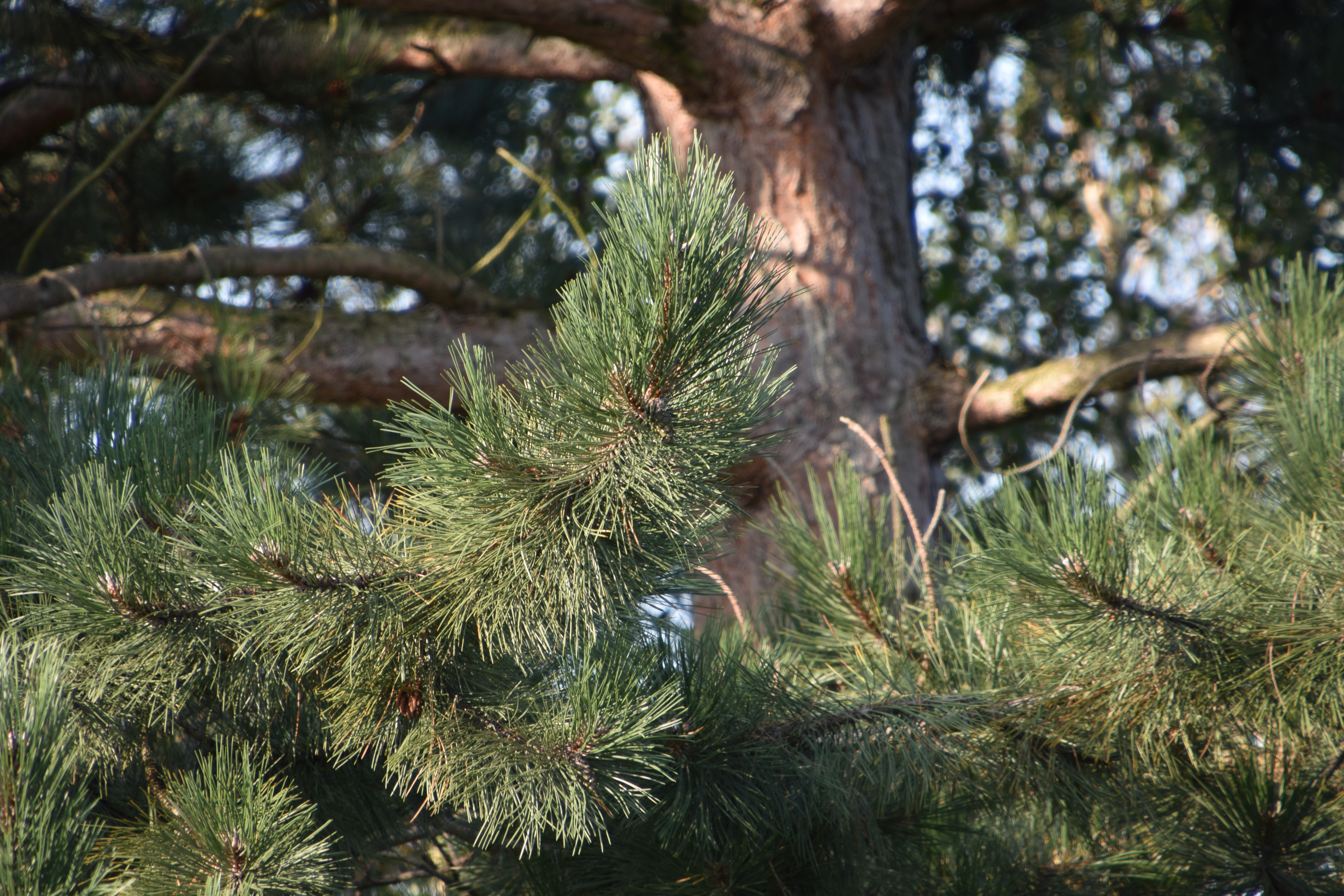
Zwarte den (Pinus nigra)
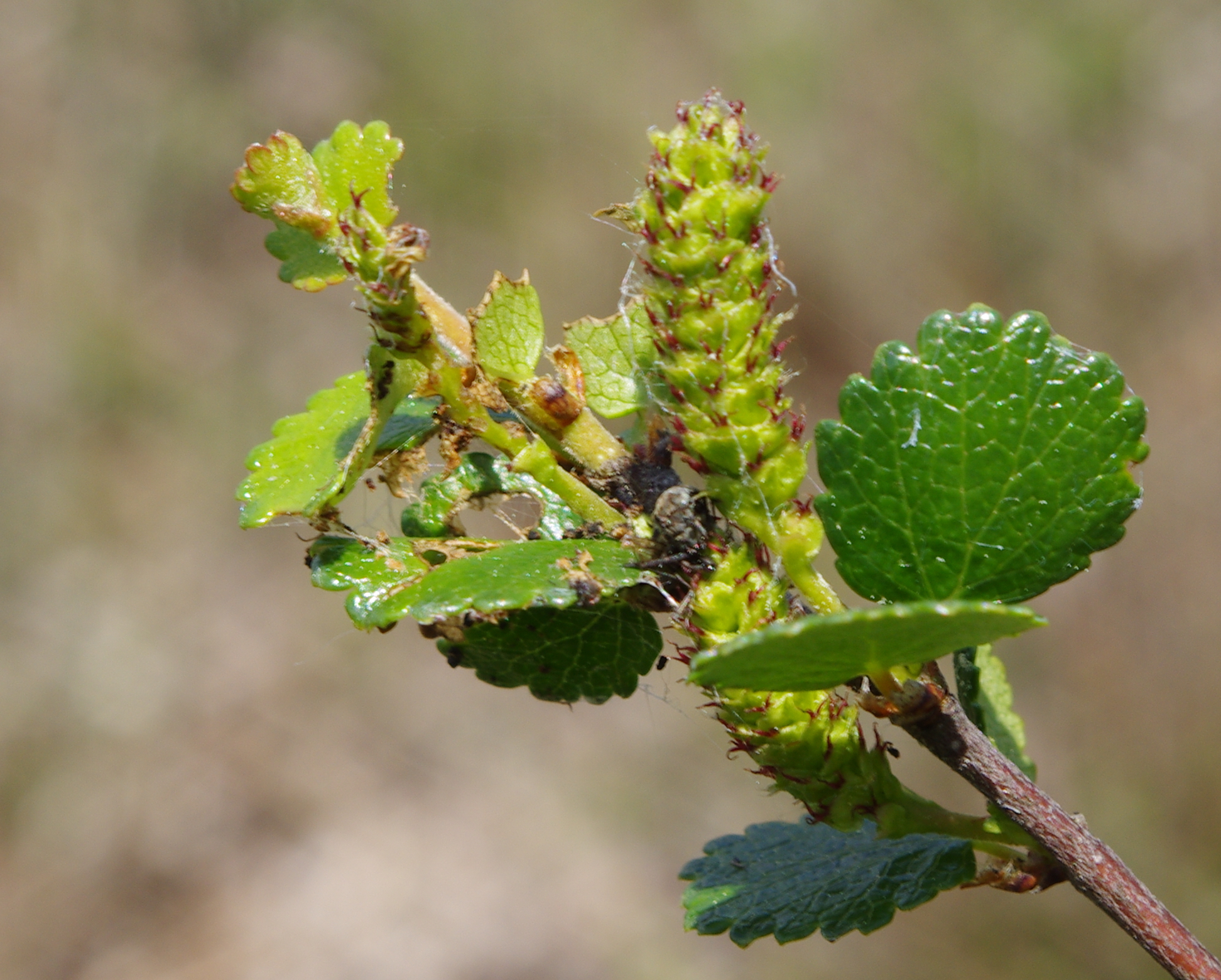
Dwergberk (Betula nana)